# بيلين كروز
بيلين كروز (بالإسبانية: Belén Cruz)‏ (7 نوفمبر 1998 بأكابولكو في المكسيك - ) هي لاعبة كرة قدم مكسيكية في مركز الوسط.

## وصلات خارجية
- بيلين كروز على موقع بطولة كرة القدم المكسيكية للسيدات (الإسبانية)
- بيلين كروز على موقع قاعدة بيانات كرة القدم.إي يو (الإنجليزية)
- بيلين كروز على موقع Soccerway.com (الإنجليزية)